# Коложе
Коложе или Коложа (рус. Коложе, Коложа) средњовековни је град тврђава који је постојао током XIV и с почетка XV века на јужним границама Псковске републике где је служио као значајно погранично утврђење. На месту некадашњег утврђења које је 1402. порушила литванска војска данас се налази археолошки локалитет у форми градине. Утврђење се налазило на маленом узвишењу уз обалу реке Кудке на око 1,5 километара источно од данашњег села Литвиново, односно на око 11 километара истоћно од савремене Опочке.
Тачан датум настанка утврђења није познат, али на основу неких археолошких истраживања и историографских података претпоставке су да је настало током XIV века у периоду када су псковске власти дуж својих граница подизале бројна утврђења (попут Гдова на северу, Изборска на западу, Острова, Врева, Воронича, Веља и Красногородска на југу).
У писаним се изворима Коложе први пут помиње тек у „Псковским летописима” из 1406. у вези са нападима литванских војски са град и његовим уништењем. Тврђава Коложе никада није обновљена, а наследила ју је нова тврђава саграђена на месту данашње Опочке.